# Alexandre Zilles
Alexandre Zilles, meglio noto con lo pseudonimo Barata (Porto Alegre, 22 settembre 1951 – 16 ottobre 1999), è stato un giocatore di calcio a 5 e allenatore di calcio a 5 brasiliano.

## Carriera
Barata ha giocato a livello di club nel Grêmio. In nazionale ha partecipato a due campionati del mondo: quello inaugurale in Brasile nel 1982 in cui fu la riserva del titolare Beto Santana, e quello successivo in Spagna nel 1985 in cui difese con successo i pali brasiliani. In entrambi i casi la selezione verdeoro vinse il titolo di campione del mondo. È morto il 16 settembre 1999 in seguito a un incidente stradale.